# 米山宏
米山 宏（よねやま ひろし）は、日本の工学者。大阪大学工学部応用化学科卒業。専門は物理化学。

## 経歴
1960年に大阪大学工学部応用化学科卒業後、1967年に同大学工学部助手、1973年に同大学工学部講師、1976年に同大学工学部助教授を経て1985年に同大学工学部教授に就任。
1999年から2006年までは阿南工業高等専門学校校長を務めた。
また1984年から1985年まで電気化学協会理事、1991年から1992年まで電気化学会理事・編集委員長、1993年から1995年まで日本化学会理事、1995年から1996年まで日本写真学会理事を歴任。

## 受賞
- 電気化学協会佐野進歩賞（1973年）
- 電気化学協会賞（1993年）
- 日本写真学会功績賞（1998年）
- 電気化学会功績賞（2004年）
- 瑞宝中綬章（2013年）[1]

## 所属学会
- 日本化学会
- 電気化学会
- 触媒学会
- 近畿化学工業会
- 日本写真学会
- 電気化学協会

## 著書
- 『電気化学』（1986年、大日本図書、ISBN 4-477-14617-5）